# Vesela Gora
Vesela Gora je naselje u slovenskoj Općini Šentrupertu. Vesela Gora se nalazi u pokrajini Dolenjskoj i statističkoj regiji Jugoistočnoj Sloveniji. 

## Stanovništvo
Prema popisu stanovništva iz 2002. godine naselje je imalo 46 stanovnika.